# Anciennes halles d'Ixelles
Les Anciennes halles d’Ixelles ne sont plus présentes, elles ont été démolies après la seconde Guerre Mondiale. Elles se situaient dans la commune d’Ixelles, derrière l’église Saint-Boniface. L’emplacement exact des halles se trouvait entre quatre rues, la rue Sans Souci, la rue du Conseil, la rue de la Crèche ainsi que la rue de la Tulipe. L’objectif, à l’aide des nouvelles Halles, était de dynamiser ce futur quartier qui ne possédait pas encore de marché couvert.

## Description historique
Edmond Legraive, l’architecte ixellois, collaborateur du projet des halles centrales de Bruxelles avec Léon-Pierre Suys, avait réalisé les plans des Halles d’Ixelles en 1876. Dans la lancée, l’année qui suivit, les plans réalisé ont été approuvés par la commune d’Ixelles. Au XIXe siècle, le concept de marché couvert commençait à prendre de l’ampleur et les villes européennes en demandait dans l’optique stimuler leurs quartiers. C’était l’idée que Legraive se fut de ces Halles. Les halles sont inaugurées le 20 novembre 1879 en présence du roi Léopold II et de la famille royale.
Ce monument, qui semblait être un simple marché, fut conçu finalement comme un bâtiment prestigieux de par ses dimensions monumentales, mais aussi de sa décoration luxueuse. Une contradiction se confronta donc entre la fonction de celui-ci et son coût excessif, ce qui provoqua de vives polémiques. De plus, des travaux de rénovation ont dû être réalisés après l’achèvement de l’édifice ce qui amena à un coût total de construction à plus d’un million de francs. Cette somme correspondait au remplacement de la canalisation d’eau défectueuse, des verrières par du zinc ondulé, du pavement intérieur en céramique déjà abîmé par une surface asphaltée ainsi que l’ajout de deux auvents pour abriter les marchands. 
Les Halles d’Ixelles feront cependant face à un problème, leur occupation resta néanmoins trop faible par rapport à l’affectation prévue initialement par l’architecte. En raison de l’apparition des marchés à ciel ouvert qui prenaient peu à peu place dans la ville et qui désertaient la clientèle des Halles. En effet, en 1894, seulement la moitié de l’espace était occupé. Les halles n’ont donc pas rencontré le succès que désirait Legraive face à celle-ci, malgré la prouesse architecturale.
Des travaux de rénovation seront préconisés pour les Halles dans le but d’une réaffectation des lieux, la commune d’Ixelles a fait donc encore une fois appel à Legraive. En 1909, la première idée de réaffectation était de transformer les Halles en salle de fêtes. Cependant par la suite elles seront de nouveau désaffectées avec l’arrivée de la Première Guerre mondiale, et trouvèrent une tout autre fonction. Elles servirent de magasin au Comité National de Secours et d’Alimentation (CNSA), initié par Ernest Solvay.
En 1936, les Halles étaient dans un état insalubre et dangereux, car la structure métallique commençait à rouiller, elles seront donc condamnées. À cause de leur état, la façade fut démolie après la seconde Guerre Mondiale, le reste du bâtiment peu de temps après.
Sur ce terrain vierge, on songea d’abord à construire un nouveau musée communal. Par la suite, il fut publié ceci : « La commune a acheté tout un îlot [...] Dans ce vaste emplacement, il sera construit deux immeubles de huit à neuf étages. Dans l’un nous trouverons le nouveau centre médico-social communal et des appartements et, dans l’autre, des appartements et un rez-de-chaussée commercial. Le tout sera situé dans un cadre de verdure et il est prévu un parking de trois étages en sous-sol pouvant contenir environ 450 voitures; ceci est donc le premier stade d’une rénovation dans ce quartier vétuste ».

## Présentation architecturale

### Description de la façade

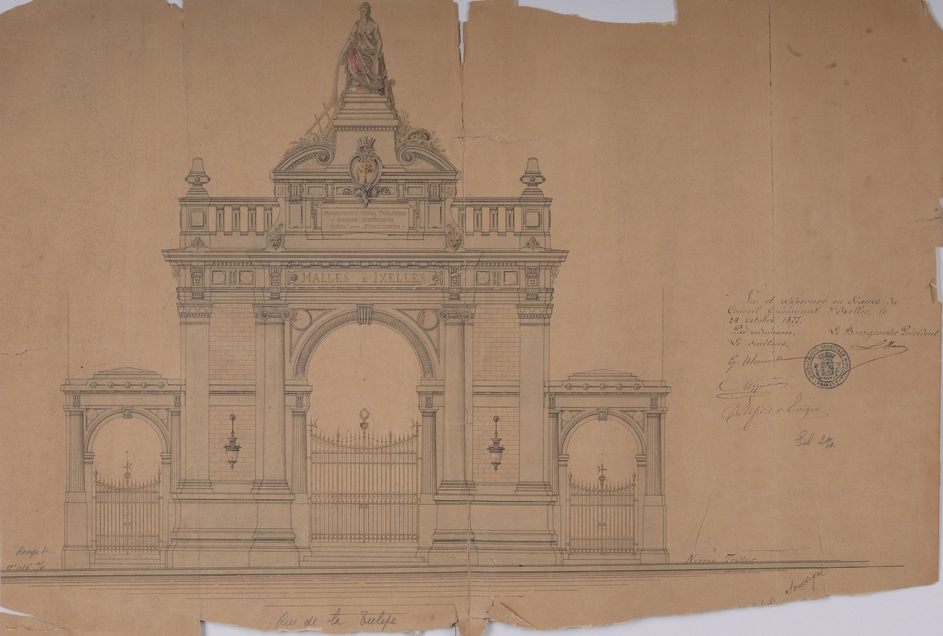
Dessin de la façade principale des halles d'Ixelles

La façade principale se tournait vers la rue de la Tulipe. La façade, réalisée en pierre, prenait la forme d’un portail formé de trois parties.
Chacune des parties était percée d’une porte à arc en plein cintre qui annonçait le plan intérieur en croix latine. 
La proportion régnait dans la formation de ces trois arches. L’arche centrale, la plus monumentale, formait l’ordre haut et le chapiteau de celle-ci formait l’ordre bas des deux arches latérales.
Elle était ornée de quatre colonnes monumentales d’ordre dorique. Une lanterne se trouvait entre les deux colonnes de part et d’autre de l’arche centrale. 
Les quatre colonnes supportaient un entablement. Lui même était surmonté d’une balustrade interrompue par l’entablement du fronton et composée de deux pinacles aux extrémités. Au-dessus de cette balustrade et dans l’axe de l’arc en plein cintre central se trouvait un fronton brisé à volutes. 
Celui-ci était composé de rampants couronnés d’une cimaise. Au centre une sculpture monumentale en galvanoplastie était érigée tout en haut de l’édifice. La sculpture représentait Cérès, déesse de l’Abondance et de la Prospérité, sculpté par Louis Samain. 
Paul Le Roy écrit : «L’entrée a un aspect qui paraît plutôt convenir à un temple. Il est vrai qu’un marché peut être considéré comme un temple consacré à l’Abondance. Dans le cas présent, la chose est d’autant plus vraie que la façade est surmontée de la statue en fer bronzé représentant Cérès, qui peut à bon droit être considérée comme la déesse de l’abondance et de la prospérité».

### Description du plan

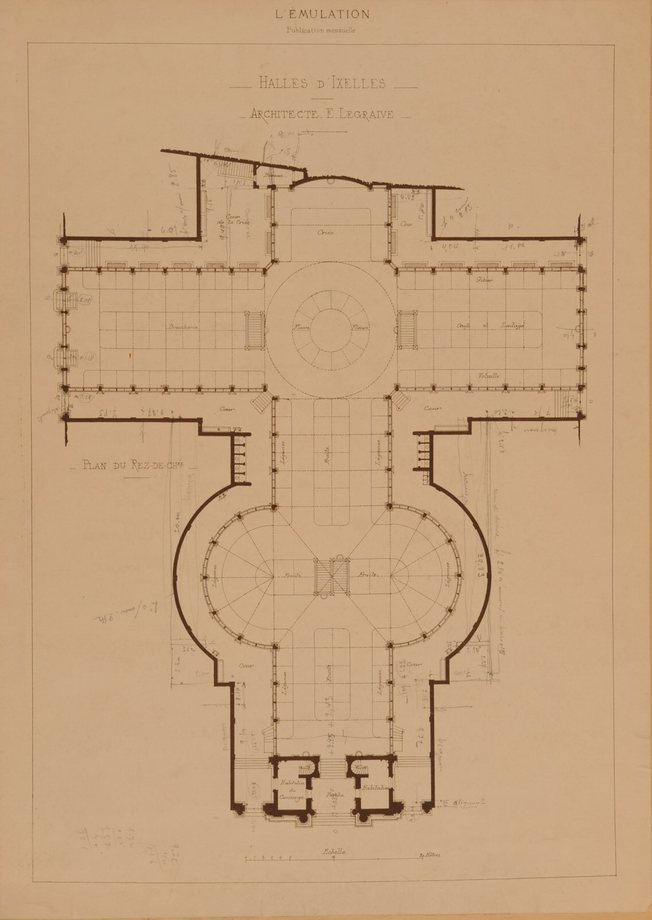
Dessin du plan des halles d'Ixelles

Les Halles d’Ixelles ont été construites sur base d’un plan en croix latine, trois façades monumentales étaient donc présentes. Les Halles, formé d’une nef principale interrompue par un transept était terminé par une abside de plan courbe réservée à la criée. 
L’arrière de la nef comportait également, à mi-distance de l’entrée et de la croisée du transept, deux absides semi-circulaires. 
La lumière naturelle pénétrait dans le bâtiment par d’immenses verrières supportées par une structure métallique. À la croisée du transept se dressait une coupole sur pendentifs.
Le rez-de-chaussée abritait les échoppes de marché. La partie antérieure de la nef était réservée à la vente des légumes et des fruits, les échoppes étaient réservées à la boucherie, le gibier et la volaille occupaient la partie postérieure, à niveau du transept. Depuis la rue Sans Souci, on pouvait observer la nouvelle glacière qui avait été aménagée dans une partie des caves. 

## Liens connexes
- Liste des rues d'Ixelles
- Ixelles
- Halles